# Keith Urban/Diskografie
Diese Diskografie ist eine Übersicht über die musikalischen Werke des neuseeländisch-australischen Sängers, Songwriters und Gitarristen Keith Urban. Den Schallplattenauszeichnungen zufolge hat er bisher mehr als 67,2 Millionen Tonträger verkauft. Seine erfolgreichste Veröffentlichung ist die Single Blue Ain’t Your Color mit über 6,1 Millionen verkauften Einheiten.

## Alben

### Studioalben
| Jahr | Titel                              | Höchstplatzierung, Gesamtwochen, AuszeichnungChartplatzierungen (Jahr, Titel, Platzierungen, Wochen, Auszeichnungen, Anmerkungen) | Höchstplatzierung, Gesamtwochen, AuszeichnungChartplatzierungen (Jahr, Titel, Platzierungen, Wochen, Auszeichnungen, Anmerkungen) | Höchstplatzierung, Gesamtwochen, AuszeichnungChartplatzierungen (Jahr, Titel, Platzierungen, Wochen, Auszeichnungen, Anmerkungen) | Höchstplatzierung, Gesamtwochen, AuszeichnungChartplatzierungen (Jahr, Titel, Platzierungen, Wochen, Auszeichnungen, Anmerkungen) | Höchstplatzierung, Gesamtwochen, AuszeichnungChartplatzierungen (Jahr, Titel, Platzierungen, Wochen, Auszeichnungen, Anmerkungen) | Höchstplatzierung, Gesamtwochen, AuszeichnungChartplatzierungen (Jahr, Titel, Platzierungen, Wochen, Auszeichnungen, Anmerkungen) | Höchstplatzierung, Gesamtwochen, AuszeichnungChartplatzierungen (Jahr, Titel, Platzierungen, Wochen, Auszeichnungen, Anmerkungen) | Anmerkungen                              |
| Jahr | Titel                              | AU | DE | AT | CH | UK | US | Country | Anmerkungen                              |
| ---- | ---------------------------------- | --- | --- | --- | --- | --- | --- | --- | ---------------------------------------- |
| 1991 | Keith Urban                        | — | — | — | — | — | — | — | Erstveröffentlichung: 1991               |
| 1997 | The Ranch                          | — | — | — | — | — | — | Country34 (20 Wo.)Country | Erstveröffentlichung: April 1997         |
| 1999 | Keith Urban                        | AU— GoldAU | — | — | — | — | US145 Platin · (7 Wo.)US | Country17 (89 Wo.)Country | Erstveröffentlichung: 19. Oktober 1999   |
| 2002 | Golden Road                        | AU29 Platin · (11 Wo.)AU | — | — | — | — | US11 ×3Dreifachplatin · (111 Wo.)US                                                                                               | Country2 (111 Wo.)Country | Erstveröffentlichung: 8. Oktober 2002    |
| 2004 | Be Here                            | AU11 ×3Dreifachplatin · (47 Wo.)AU                                                                                                | — | — | — | — | US3 ×4Vierfachplatin · (78 Wo.)US                                                                                                 | Country1 (104 Wo.)Country | Erstveröffentlichung: 21. September 2004 |
| 2006 | Love, Pain & The Whole Crazy Thing | AU5 Platin · (27 Wo.)AU | DE32 (6 Wo.)DE | AT23 (4 Wo.)AT | CH52 (3 Wo.)CH | UK73 (2 Wo.)UK | US3 Platin · (54 Wo.)US | Country1 (78 Wo.)Country | Erstveröffentlichung: 7. November 2006   |
| 2009 | Defying Gravity                    | AU3 Platin · (15 Wo.)AU | — | — | — | — | US1 Platin · (72 Wo.)US | Country1 (78 Wo.)Country | Erstveröffentlichung: 31. März 2009      |
| 2010 | Get Closer                         | AU11 Platin · (18 Wo.)AU | — | — | — | — | US7 Platin · (23 Wo.)US | Country2 (78 Wo.)Country | Erstveröffentlichung: 16. November 2010  |
| 2013 | Fuse                               | AU1 Platin · (30 Wo.)AU | — | — | — | — | US1 Platin · (29 Wo.)US | Country1 (91 Wo.)Country | Erstveröffentlichung: 10. September 2013 |
| 2016 | Ripcord                            | AU1 ×2Doppelplatin · (64 Wo.)AU                                                                                                   | — | — | — | — | US4 ×2Doppelplatin · (116 Wo.)US                                                                                                  | Country1 (136 Wo.)Country | Erstveröffentlichung: 6. Mai 2016        |
| 2018 | Graffiti U                         | AU2 Gold · (31 Wo.)AU | — | — | — | — | US2 Gold · (19 Wo.)US | Country1 (27 Wo.)Country | Erstveröffentlichung: 27. April 2018     |
| 2020 | The Speed of Now, Part 1           | AU1 Gold · (17 Wo.)AU | DE56 (1 Wo.)DE | — | CH37 (1 Wo.)CH | UK24 (1 Wo.)UK | US7 Gold · (6 Wo.)US | Country1 (27 Wo.)Country | Erstveröffentlichung: 18. September 2020 |
| 2024 | High                               | AU3 (1 Wo.)AU | — | — | CH36 (1 Wo.)CH | — | US38 (1 Wo.)US | Country10 (1 Wo.)Country | Erstveröffentlichung: 20. September 2024 |

### Kompilationen
| Jahr | Titel                  | Höchstplatzierung, Gesamtwochen, AuszeichnungChartplatzierungen (Jahr, Titel, Platzierungen, Wochen, Auszeichnungen, Anmerkungen) | Höchstplatzierung, Gesamtwochen, AuszeichnungChartplatzierungen (Jahr, Titel, Platzierungen, Wochen, Auszeichnungen, Anmerkungen) | Höchstplatzierung, Gesamtwochen, AuszeichnungChartplatzierungen (Jahr, Titel, Platzierungen, Wochen, Auszeichnungen, Anmerkungen) | Höchstplatzierung, Gesamtwochen, AuszeichnungChartplatzierungen (Jahr, Titel, Platzierungen, Wochen, Auszeichnungen, Anmerkungen) | Höchstplatzierung, Gesamtwochen, AuszeichnungChartplatzierungen (Jahr, Titel, Platzierungen, Wochen, Auszeichnungen, Anmerkungen) | Höchstplatzierung, Gesamtwochen, AuszeichnungChartplatzierungen (Jahr, Titel, Platzierungen, Wochen, Auszeichnungen, Anmerkungen) | Höchstplatzierung, Gesamtwochen, AuszeichnungChartplatzierungen (Jahr, Titel, Platzierungen, Wochen, Auszeichnungen, Anmerkungen) | Anmerkungen                             |
| Jahr | Titel                  | AU | DE | AT | CH | UK | US | Country | Anmerkungen                             |
| ---- | ---------------------- | --- | --- | --- | --- | --- | --- | --- | --------------------------------------- |
| 2005 | Days Go By             | — | DE58 (3 Wo.)DE | — | — | UK40 Silber · (6 Wo.)UK | — | — | Erstveröffentlichung: 20. Mai 2005      |
| 2007 | Greatest Hits: 18 Kids | AU7 ×3Dreifachplatin · (23 Wo.)AU                                                                                                 | — | — | — | UK— SilberUK | US11 Platin · (63 Wo.)US | Country4 (78 Wo.)Country | Erstveröffentlichung: 22. November 2007 |
| 2009 | iTunes Originals       | — | — | — | — | — | US153 (1 Wo.)US | Country23 (2 Wo.)Country | Erstveröffentlichung: 21. Juli 2009     |
| 2012 | The Story so Far       | AU1 ×3Dreifachplatin · (34 Wo.)AU                                                                                                 | — | — | — | — | — | — | Erstveröffentlichung: 11. Mai 2012      |

### EPs
| Jahr | Titel       | Anmerkungen                            |
| ---- | ----------- | -------------------------------------- |
| 2022 | Wild Hearts | Erstveröffentlichung: 25. Februar 2022 |

## Singles

### Als Leadmusiker
| Jahr | Titel Album                                           | Höchstplatzierung, Gesamtwochen, AuszeichnungChartplatzierungen (Jahr, Titel, Album, Platzierungen, Wochen, Auszeichnungen, Anmerkungen) | Höchstplatzierung, Gesamtwochen, AuszeichnungChartplatzierungen (Jahr, Titel, Album, Platzierungen, Wochen, Auszeichnungen, Anmerkungen) | Höchstplatzierung, Gesamtwochen, AuszeichnungChartplatzierungen (Jahr, Titel, Album, Platzierungen, Wochen, Auszeichnungen, Anmerkungen) | Höchstplatzierung, Gesamtwochen, AuszeichnungChartplatzierungen (Jahr, Titel, Album, Platzierungen, Wochen, Auszeichnungen, Anmerkungen) | Höchstplatzierung, Gesamtwochen, AuszeichnungChartplatzierungen (Jahr, Titel, Album, Platzierungen, Wochen, Auszeichnungen, Anmerkungen) | Höchstplatzierung, Gesamtwochen, AuszeichnungChartplatzierungen (Jahr, Titel, Album, Platzierungen, Wochen, Auszeichnungen, Anmerkungen) | Höchstplatzierung, Gesamtwochen, AuszeichnungChartplatzierungen (Jahr, Titel, Album, Platzierungen, Wochen, Auszeichnungen, Anmerkungen) | Anmerkungen                                                                                  |
| Jahr | Titel Album                                           | AU | DE | AT | CH | UK | US | Country | Anmerkungen                                                                                  |
| --- | ----------------------------------------------------- | --- | --- | --- | --- | --- | --- | --- | -------------------------------------------------------------------------------------------- |
| 1990 | I Never Work on a Sunday Keith Urban                  | — | — | — | — | — | — | — | Erstveröffentlichung: 1990                                                                   |
| 1991 | Only You Keith Urban                                  | — | — | — | — | — | — | — | Erstveröffentlichung: 1991                                                                   |
| 1991 | Got It Bad Keith Urban                                | — | — | — | — | — | — | — | Erstveröffentlichung: 1991                                                                   |
| 1999 | It’s a Love Thing Keith Urban                         | — | — | — | — | — | — | Country18 (25 Wo.)Country | Erstveröffentlichung: 27. Mai 1999                                                           |
| 2000 | Your Everything Keith Urban                           | — | — | — | — | — | US51 (14 Wo.)US | Country4 (34 Wo.)Country | Erstveröffentlichung: 2. Mai 2000                                                            |
| 2000 | But for the Grace of God Keith Urban                  | — | — | — | — | — | US37 (5 Wo.)US | Country1 (30 Wo.)Country | Erstveröffentlichung: 28. November 2000                                                      |
| 2001 | Where the Blacktop Ends Keith Urban                   | — | — | — | — | — | US35 (20 Wo.)US | Country3 (27 Wo.)Country | Erstveröffentlichung: 9. April 2001                                                          |
| 2002 | Somebody Like You a Golden Road                       | AU— ×4VierfachplatinAU | DE42 (2 Wo.)DE | AT47 (2 Wo.)AT | CH50 (1 Wo.)CH | — | US23 ×3Dreifachplatin · (14 Wo.)US | Country1 (41 Wo.)Country | Erstveröffentlichung: 23. Juli 2002                                                          |
| 2003 | Raining on Sunday Golden Road                         | — | — | — | — | — | US38 (19 Wo.)US | Country3 (30 Wo.)Country | Erstveröffentlichung: 21. Januar 2003                                                        |
| 2003 | Who Wouldn’t Wanna Be Me Golden Road                  | — | — | — | — | — | US30 Gold · (5 Wo.)US | Country1 (33 Wo.)Country | Erstveröffentlichung: 8. Juli 2003                                                           |
| 2004 | You’ll Think of Me Golden Road                        | AU— PlatinAU | — | — | — | UK88 (1 Wo.)UK | US24 ×2Doppelplatin · (12 Wo.)US | Country1 (28 Wo.)Country | Erstveröffentlichung: 6. Januar 2004                                                         |
| 2004 | Days Go By Be Here                                    | AU— ×2DoppelplatinAU | DE58 (3 Wo.)DE | — | — | — | US31 Platin · (13 Wo.)US | Country1 (21 Wo.)Country | Erstveröffentlichung: 29. Juni 2004                                                          |
| 2004 | You’re My Better Half Be Here                         | AU34 Gold · (3 Wo.)AU | — | — | — | — | US33 Gold · (18 Wo.)US | Country2 (22 Wo.)Country | Erstveröffentlichung: 25. Oktober 2004                                                       |
| 2005 | Making Memories of Us Be Here                         | AU— PlatinAU | — | — | — | — | US34 Platin · (15 Wo.)US | Country1 (23 Wo.)Country | Erstveröffentlichung: 21. März 2005                                                          |
| 2005 | Better Life Be Here                                   | — | — | — | — | — | US44 Gold · (20 Wo.)US | Country1 (22 Wo.)Country | Erstveröffentlichung: 30. Juli 2005                                                          |
| 2005 | Tonight I Wanna Cry Be Here                           | AU— GoldAU | — | — | — | — | US36 Platin · (20 Wo.)US | Country2 (23 Wo.)Country | Erstveröffentlichung: 21. November 2005                                                      |
| 2006 | Once In A Lifetime Love, Pain & the Whole Crazy Thing | AU18 Gold · (2 Wo.)AU | DE66 (4 Wo.)DE | — | CH92 (1 Wo.)CH | — | US31 Gold · (14 Wo.)US | Country6 (20 Wo.)Country | Erstveröffentlichung: 22. August 2006                                                        |
| 2006 | Stupid Boy Love, Pain & the Whole Crazy Thing         | AU— GoldAU | — | — | — | — | US43 Platin · (20 Wo.)US | Country3 (20 Wo.)Country | Erstveröffentlichung: 5. Dezember 2006                                                       |
| 2007 | I Told You So Love, Pain & the Whole Crazy Thing      | — | — | — | — | — | US48 Gold · (11 Wo.)US | Country2 (20 Wo.)Country | Erstveröffentlichung: 8. Mai 2007                                                            |
| 2007 | Everybody Love, Pain & the Whole Crazy Thing          | — | — | — | — | — | US64 (9 Wo.)US | Country5 (23 Wo.)Country | Erstveröffentlichung: 18. September 2007                                                     |
| 2007 | Funky Tonight (Live 2007 Arias) –                     | AU11 (2 Wo.)AU | — | — | — | — | — | — | Erstveröffentlichung: 30. Oktober 2007 mit The John Butler Trio                              |
| 2008 | You Look Good in My Shirt Greatest Hits: 18 Kids      | AU— GoldAU | — | — | — | — | US44 Gold · (17 Wo.)US | Country1 (20 Wo.)Country | Erstveröffentlichung: 17. Juni 2008 2004 als Albumtrack von Golden Road bereits auf Platz 60 |
| 2008 | Sweet Thing Defying Gravity                           | — | — | — | — | — | US30 Platin · (16 Wo.)US | Country1 (20 Wo.)Country | Erstveröffentlichung: 3. November 2008                                                       |
| 2009 | Kiss a Girl Defying Gravity                           | AU— PlatinAU | — | — | — | — | US16 Platin · (7 Wo.)US | Country3 (17 Wo.)Country | Erstveröffentlichung: 10. März 2009                                                          |
| 2009 | Only You Can Love Me This Way Defying Gravity         | AU— GoldAU | — | — | — | — | US34 Platin · (19 Wo.)US | Country1 (19 Wo.)Country | Erstveröffentlichung: 29. Juni 2009                                                          |
| 2009 | ’Til Summer Comes Around Defying Gravity              | — | — | — | — | — | US58 Gold · (8 Wo.)US | Country3 (23 Wo.)Country | Erstveröffentlichung: 23. November 2009                                                      |
| 2010 | I’m In Defying Gravity                                | — | — | — | — | — | US60 (12 Wo.)US | Country2 (19 Wo.)Country | Erstveröffentlichung: 10. Mai 2010                                                           |
| 2010 | Put You in a Song Get Closer                          | — | — | — | — | — | US53 Gold · (20 Wo.)US | Country2 (22 Wo.)Country | Erstveröffentlichung: 13. September 2010                                                     |
| 2011 | Without You Get Closer                                | AU39 Gold · (2 Wo.)AU | — | — | — | — | US52 Gold · (19 Wo.)US | Country1 (20 Wo.)Country | Erstveröffentlichung: 7. Februar 2011                                                        |
| 2011 | Long Hot Summer Get Closer                            | AU— PlatinAU | — | — | — | — | US45 Platin · (17 Wo.)US | Country1 (18 Wo.)Country | Erstveröffentlichung: 27. Juni 2011                                                          |
| 2011 | You Gonna Fly Get Closer                              | — | — | — | — | — | US54 Gold · (2 Wo.)US | Country1 (21 Wo.)Country | Erstveröffentlichung: 24. Oktober 2011                                                       |
| 2012 | For You Act of Valor: The Album                       | — | — | — | — | — | US55 Gold · (11 Wo.)US | Country6 (23 Wo.)Country | Erstveröffentlichung: 16. April 2012                                                         |
| 2013 | Little Bit of Everything Fuse                         | AU40 Gold · (1 Wo.)AU | — | — | — | — | US33 Gold · (20 Wo.)US | Country6 (21 Wo.)Country | Erstveröffentlichung: 14. Mai 2013                                                           |
| 2013 | Shame Fuse                                            | AU35 (2 Wo.)AU | — | — | — | — | — | — | Erstveröffentlichung: 28. August 2013                                                        |
| 2013 | We Were Us Fuse                                       | AU— GoldAU | — | — | — | — | US26 Platin · (4 Wo.)US | Country1 (20 Wo.)Country | Erstveröffentlichung: 16. September 2013 mit Miranda Lambert                                 |
| 2014 | Cop Car Fuse                                          | AU— GoldAU | — | — | — | — | US41 ×2Doppelplatin · (10 Wo.)US | Country4 (21 Wo.)Country | Erstveröffentlichung: 13. Januar 2014                                                        |
| 2014 | Somewhere in My Car Fuse                              | — | — | — | — | — | US49 Platin · (20 Wo.)US | Country3 (26 Wo.)Country | Erstveröffentlichung: 23. Juni 2014                                                          |
| 2015 | Raise ’Em Up Fuse                                     | — | — | — | — | — | US56 Gold · (14 Wo.)US | Country8 (20 Wo.)Country | Erstveröffentlichung: 26. Januar 2015 mit Eric Church                                        |
| 2015 | John Cougar, John Deere, John 3:16 Ripcord            | AU— GoldAU | — | — | — | — | US40 ×2Doppelplatin · (8 Wo.)US | Country2 (26 Wo.)Country | Erstveröffentlichung: 9. Juni 2015                                                           |
| 2015 | Break on Me Ripcord                                   | — | — | — | — | — | US54 Gold · (9 Wo.)US | Country6 (21 Wo.)Country | Erstveröffentlichung: 23. Oktober 2015                                                       |
| 2016 | Wasted Time Ripcord                                   | AU— PlatinAU | — | — | — | — | US51 Platin · (11 Wo.)US | Country4 (23 Wo.)Country | Erstveröffentlichung: 4. April 2016                                                          |
| 2016 | Blue Ain’t Your Color Ripcord                         | AU— ×2DoppelplatinAU | — | — | — | — | US24 ×6Sechsfachplatin · (21 Wo.)US | Country1 (31 Wo.)Country | Erstveröffentlichung: 8. August 2016                                                         |
| 2017 | The Fighter Ripcord                                   | AU19 ×4Vierfachplatin · (14 Wo.)AU | — | — | — | — | US38 ×3Dreifachplatin · (23 Wo.)US | Country2 (33 Wo.)Country | Erstveröffentlichung: 6. Februar 2017 feat. Carrie Underwood                                 |
| 2017 | Female Graffiti U                                     | AU— GoldAU | — | — | — | — | US69 Gold · (5 Wo.)US | Country11 (20 Wo.)Country | Erstveröffentlichung: 8. November 2017                                                       |
| 2018 | Parallel Line Graffiti U                              | AU47 ×2Doppelplatin · (1 Wo.)AU | — | — | — | — | US— GoldUS | Country25 (13 Wo.)Country | Erstveröffentlichung: 18. Januar 2018                                                        |
| 2018 | Coming Home Graffiti U                                | AU— GoldAU | — | — | — | — | US50 Gold · (7 Wo.)US | Country11 (21 Wo.)Country | Erstveröffentlichung: 21. März 2018 feat. Julia Michaels                                     |
| 2018 | Never Comin’ Down Graffiti U                          | — | — | — | — | — | — | Country30 (20 Wo.)Country | Erstveröffentlichung: 31. August 2018                                                        |
| 2019 | We Were The Speed of Now Part 1                       | — | — | — | — | — | US65 Gold · (15 Wo.)US | Country7 (30 Wo.)Country | Erstveröffentlichung: 13. Mai 2019                                                           |
| 2019 | I’ll Be Your Santa Tonight –                          | — | — | — | — | — | — | Country32 (3 Wo.)Country | Erstveröffentlichung: 5. Dezember 2019                                                       |
| 2020 | God Whispered Your Name The Speed of Now Part 1       | — | — | — | — | — | US60 Gold · (20 Wo.)US | Country13 (27 Wo.)Country | Erstveröffentlichung: 27. Februar 2020                                                       |
| 2020 | Polaroid The Speed of Now Part 1                      | — | — | — | — | — | — | — | Erstveröffentlichung: 24. April 2020                                                         |
| 2020 | Superman The Speed of Now Part 1                      | — | — | — | — | — | — | — | Erstveröffentlichung: 17. Juli 2020                                                          |
| 2020 | Change Your Mind The Speed of Now Part 1              | — | — | — | — | — | — | — | Erstveröffentlichung: 7. August 2020                                                         |
| 2020 | One Too Many The Speed of Now Part 1                  | AU6 ×5Fünffachplatin · (24 Wo.)AU | — | — | — | UK40 Gold · (10 Wo.)UK | US52 Platin · (34 Wo.)US | Country10 (47 Wo.)Country | Erstveröffentlichung: 16. September 2020 mit Pink                                            |
| 2021 | Wild Hearts                                           | AU— GoldAU | — | — | — | — | US97 (1 Wo.)US | Country19 (33 Wo.)Country | Erstveröffentlichung: 19. August 2021                                                        |
| 2022 | Nightfalls –                                          | — | — | — | — | — | — | — | Erstveröffentlichung: 31. März 2022                                                          |
| 2022 | Brown Eyes Baby –                                     | — | — | — | — | — | US— GoldUS | Country31 (27 Wo.)Country | Erstveröffentlichung: 8. Juli 2022                                                           |
| 2022 | Street Called Main –                                  | — | — | — | — | — | — | — | Erstveröffentlichung: 28. Oktober 2022                                                       |
| 2024 | Messed Up As Me High                                  | — | — | — | — | — | — | Country24 (… Wo.)Country | Erstveröffentlichung: 1. März 2024                                                           |
| Folgende Lieder erschienen nicht als Single, wurden aber durch das Album zum Download und Streaming bereitgestellt und konnten somit eine Platzierung erlangen: |                                                       | | | | | | | |                                                                                              |
| |                                                       | | | | | | | |                                                                                              |
| 2005 | Live to Love Another Day Be Here                      | — | — | — | — | — | — | Country48 (14 Wo.)Country |                                                                                              |
| 2013 | Even the Stars Fall 4 U Fuse                          | — | — | — | — | — | — | Country49 (1 Wo.)Country |                                                                                              |
| 2014 | Good Thing Fuse                                       | — | — | — | — | — | — | Country50 (1 Wo.)Country |                                                                                              |
| 2019 | Burden Fuse                                           | — | — | — | — | — | — | Country38 (1 Wo.)Country |                                                                                              |

### Als Gastmusiker
| Jahr | Titel Album                                                | Höchstplatzierung, Gesamtwochen, AuszeichnungChartplatzierungen (Jahr, Titel, Album, Platzierungen, Wochen, Auszeichnungen, Anmerkungen) | Höchstplatzierung, Gesamtwochen, AuszeichnungChartplatzierungen (Jahr, Titel, Album, Platzierungen, Wochen, Auszeichnungen, Anmerkungen) | Höchstplatzierung, Gesamtwochen, AuszeichnungChartplatzierungen (Jahr, Titel, Album, Platzierungen, Wochen, Auszeichnungen, Anmerkungen) | Höchstplatzierung, Gesamtwochen, AuszeichnungChartplatzierungen (Jahr, Titel, Album, Platzierungen, Wochen, Auszeichnungen, Anmerkungen) | Höchstplatzierung, Gesamtwochen, AuszeichnungChartplatzierungen (Jahr, Titel, Album, Platzierungen, Wochen, Auszeichnungen, Anmerkungen) | Höchstplatzierung, Gesamtwochen, AuszeichnungChartplatzierungen (Jahr, Titel, Album, Platzierungen, Wochen, Auszeichnungen, Anmerkungen) | Höchstplatzierung, Gesamtwochen, AuszeichnungChartplatzierungen (Jahr, Titel, Album, Platzierungen, Wochen, Auszeichnungen, Anmerkungen) | Anmerkungen |
| Jahr | Titel Album                                                | AU | DE | AT | CH | UK | US | Country | Anmerkungen |
| --- | ---------------------------------------------------------- | --- | --- | --- | --- | --- | --- | --- | --- |
| 2001 | America the Beautiful –                                    | — | — | — | — | — | — | Country58 (6 Wo.)Country | Erstveröffentlichung: 2001 mit Various Artists                                                                  |
| 2008 | Start a Band Play                                          | — | — | — | — | — | US55 (16 Wo.)US | Country1 (20 Wo.)Country | Erstveröffentlichung: 15. September 2008 Brad Paisley feat. Keith Urban                                         |
| 2010 | Blue Sky –                                                 | — | — | — | — | — | — | Country38 (15 Wo.)Country | Erstveröffentlichung: 2010 Emily West feat. Keith Urban                                                         |
| 2010 | Lean on Me Hope for Haiti Now                              | — | — | AT45 (1 Wo.)AT | — | — | US47 (1 Wo.)US | — | Erstveröffentlichung: 20. Januar 2010 Kid Rock feat. Keith Urban & Sheryl Crow                                  |
| 2013 | Highway Don’t Care Two Lanes of Freedom                    | AU— PlatinAU | — | — | — | — | US22 ×3Dreifachplatin · (20 Wo.)US | Country4 (31 Wo.)Country | Erstveröffentlichung: 25. März 2013 Tim McGraw feat. Taylor Swift & Keith Urban                                 |
| 2016 | Forever Country –                                          | AU26 (2 Wo.)AU | — | — | — | — | US21 Gold · (4 Wo.)US | Country1 (18 Wo.)Country | Erstveröffentlichung: 16. September 2016 mit Artists of Then, Now & Forever                                     |
| 2020 | Be a Light –                                               | — | — | — | — | — | US42 Platin · (22 Wo.)US | Country7 (26 Wo.)Country | Erstveröffentlichung: 30. März 2020 Thomas Rhett feat. Reba McEntire, Hillary Scott, Chris Tomlin & Keith Urban |
| 2021 | Love Songs Ain’t for Us Cry Forever                        | AU22 Platin · (17 Wo.)AU | — | — | — | — | — | — | Erstveröffentlichung: 19. Februar 2021 Amy Shark feat. Keith Urban                                              |
| 2021 | Throw It Back Cross Country                                | — | — | — | — | — | US— GoldUS | Country38 (15 Wo.)Country | Erstveröffentlichung: 4. Juni 2021 Breland feat. Keith Urban                                                    |
| Folgende Lieder erschienen nicht als Single, wurden aber durch das Album zum Download und Streaming bereitgestellt und konnten somit eine Platzierung erlangen: |                                                            | | | | | | | | |
| |                                                            | | | | | | | | |
| 2021 | That’s When (Taylor’s Version) Fearless (Taylor’s Version) | — | — | — | — | — | — | Country30 (1 Wo.)Country | Charteinstieg: 24. April 2021 Taylor Swift feat. Keith Urban                                                    |

## Videoalben
| Jahr | Titel                              | Anmerkungen                                                            |
| ---- | ---------------------------------- | ---------------------------------------------------------------------- |
| 2004 | Video Hits                         | Erstveröffentlichung: 2004 · US: Platin                                |
| 2005 | Livin’ Right Now                   | Erstveröffentlichung: 2005 · AU: ×5Fünffachplatin , US: ×2Doppelplatin |
| 2006 | Love, Pain & The Whole Crazy Thing | Erstveröffentlichung: 2006 · AU: ×2Doppelplatin                        |

## Promoveröffentlichungen
| Jahr | Titel Album                                         | Anmerkungen                |
| ---- | --------------------------------------------------- | -------------------------- |
| 2007 | Used to the Pain Love, Pain & the Whole Crazy Thing | Erstveröffentlichung: 2007 |

## Statistik

### Chartauswertung
|                     | AU     | DE    | AT    | CH    | UK    | US     | Country          |
| ------------------- | ------ | ----- | ----- | ----- | ----- | ------ | ---------------- |
| Nummer-eins-Alben   | AU4AU  | DE—DE | AT—AT | CH—CH | UK—UK | US2US  | Country7Country  |
| Top-10-Alben        | AU9AU  | DE—DE | AT—AT | CH—CH | UK—UK | US8US  | Country11Country |
| Alben in den Charts | AU12AU | DE3DE | AT1AT | CH3CH | UK3UK | US13US | Country14Country |

|                       | AU     | DE    | AT    | CH    | UK    | US     | Country          |
| --------------------- | ------ | ----- | ----- | ----- | ----- | ------ | ---------------- |
| Nummer-eins-Singles   | AU—AU  | DE—DE | AT—AT | CH—CH | UK—UK | US—US  | Country17Country |
| Top-10-Singles        | AU1AU  | DE—DE | AT—AT | CH—CH | UK—UK | US—US  | Country43Country |
| Singles in den Charts | AU11AU | DE3DE | AT2AT | CH2CH | UK2UK | US48US | Country61Country |

### Auszeichnungen für Musikverkäufe
| Goldene Schallplatte - Australien - 2023: für das Lied My Wave - Dänemark - 2025: für die Single One Too Many - Irland - 2005: für das Album Days Go By - Kanada - 2010: für das Album Get Closer - 2014: für das Album Fuse - 2014: für die Single We Were Us - 2016: für die Single Wasted Time - 2016: für die Single Blue Ain’t Your Color - 2020: für die Single God Whispered Your Name - 2021: für das Album The Speed of Now Part 1 - Neuseeland - 2021: für das Album Ripcord - 2025: für das Album The Speed of Now, Part 1 | Platin-Schallplatte - Kanada - 2005: für das Videoalbum Video Hits - 2006: für das Album Love, Pain & The Whole Crazy Thing - 2009: für das Album Greatest Hits - 2009: für das Videoalbum Love, Pain & The Whole Crazy Thing - 2009: für das Album Defying Gravity - 2016: für die Single John Cougar, John Deere, John - 2017: für das Album Ripcord - 2017: für die Single The Fighter - 2021: für die Single One Too Many - Neuseeland - 2022: für die Single One Too Many | 2× Platin-Schallplatte - Kanada - 2006: für das Album Be Here - 2006: für das Videoalbum Livin’ Right Now - 2007: für das Album Golden Road |

Anmerkung: Auszeichnungen in Ländern aus den Charttabellen bzw. Chartboxen sind in ebendiesen zu finden.
| Land/RegionAuszeichnungen für Musikverkäufe (Land/Region, Auszeichnungen, Verkäufe, Quellen) | Silber     | Gold       | Platin         | Verkäufe   | Quellen              |
| -------------------------------------------------------------------------------------------- | ---------- | ---------- | -------------- | ---------- | -------------------- |
| Australien (ARIA)                                                                            | —          | 18× Gold18 | 49× Platin49   | 3.710.000  | aria.com.au          |
| Dänemark (IFPI)                                                                              | —          | Gold1      | —              | 45.000     | ifpi.dk              |
| Irland (IRMA)                                                                                | —          | Gold1      | —              | 7.500      | irishcharts.ie       |
| Kanada (MC)                                                                                  | —          | 7× Gold7   | 15× Platin15   | 1.490.000  | musiccanada.com      |
| Neuseeland (RMNZ)                                                                            | —          | 2× Gold2   | Platin1        | 45.000     | radioscope.co.nz NZ2 |
| Vereinigte Staaten (RIAA)                                                                    | —          | 24× Gold24 | 52× Platin52   | 61.300.000 | riaa.com             |
| Vereinigtes Königreich (BPI)                                                                 | 2× Silber2 | Gold1      | —              | 660.000    | bpi.co.uk            |
| Insgesamt                                                                                    | 2× Silber2 | 54× Gold54 | 117× Platin117 |            |                      |